# Lust for Freedom
Lust for Freedom è un film del 1987, diretto da Eric Louzil, prodotto dalla Troma.
Il film potrebbe essere visto come uno stereotipo dell'ormai defunto genere: "women in prision".

## Trama
Gillian Kaites (Melanie Coll) è una giovane poliziotta in borghese che, durante una sparatoria, uccide per errore il suo fidanzato. Sconvolta dal fatto, Gillian lascia la polizia e si avventura in un viaggio "on the road" verso il Messico. Lì viene fermata da uno sceriffo (William J. Kulzer) che la porta in centrale, dove Gillian viene drogata e rinchiusa in una cella. Gillian assiste così alle brutali violenze subite dalle altre detenute e scopre che lo sceriffo fa parte di un giro di droga e di prostituzione a capo del quale vi è un giudice. Gillian dovrà lottare con tutte le sue forze per la libertà.

## Collegamenti ad altre pellicole
- In Tromeo and Juliet, diretto nel 1996 da Lloyd Kaufman e James Gunn, in una sequenza è visibile il poster del film.